# یواس‌اس آستوریا (ای‌کی-۸)
یواس‌اس آستوریا (ای‌کی-۸) (به انگلیسی: USS Astoria (AK-8)) یک کشتی بود. این کشتی در سال ۱۹۰۲ ساخته شد.